# Падури, Айно-Вайке Юлиусовна
Айно-Вайке Юлиусовна Падури, более известная как Вайке Падури, до замужества Кальювее (эст. Vaike Paduri-Kaljuvee; 19 августа 1911 года, волость Тахева, Российская империя — 30 июля 1995 года, Таллин, Эстония) — эстонская и советская фигуристка. Многократная чемпионка Эстонии как одиночница (1930—1934, 1936—1938, 1940 годы) и четырёхкратная чемпионка в парах (1932, 1937, 1938, 1940 годы). Чемпионка СССР 1945 года. Мастер спорта СССР по фигурному катанию (1946). Наибольших успехов добилась, выступая в одиночном катании, но также участвовала в соревнованиях парников и танцах. Заслуженный тренер Эстонской ССР (1946) по фигурному катанию.

## Биография
Начала заниматься фигурным катание в Таллине, в возрасте 15 лет. В 1930 выиграла чемпионат Эстонии в одиночном катании. После присоединения Эстонии к СССР довольно успешно выступала в чемпионатах Советского союза в женском одиночном и в парном катании, завоевав в общей сумме девять медалей. В международных соревнованиях не участвовала, так как советские спортсмены не допускались до них по политическим причинам, а в независимой Эстонии в связи с отсутствием финансирования на поездки на различные турниры. Стала первой в Эстонии одиночницей-мастером спорта СССР.
В 1954 году окончила Ленинградский институт физической культуры им. Лесгафта. Работала тренером по фигурному катанию в обществе «Динамо» в Таллине. Воспитала многих эстонских тренеров и спортсменов. Заслуженный тренер Эстонской ССР.

## Спортивные достижения
| Соревнования/Сезон | 1940—1941 | 1944—1945 | 1945—1946 | 1946—1947 | 1947—1948 |
| ------------------ | --------- | --------- | --------- | --------- | --------- |
| Чемпионаты СССР    | 2         | 1         | 2         | 2         | 2         |